# Serious game
I serious game (lett. "giochi seri") sono giochi che non hanno come scopo principale l'intrattenimento, ma sono progettati soprattutto a fini educativi. Generalmente i serious game sono strumenti formativi in cui, idealmente, gli aspetti seri e ludici sono in equilibrio, ciò significa che alla famosa frase: "learning by doing" si aggiunge l'aspetto giocoso e divertente, questo è un elemento centrale nella formazione affinché essa possa essere efficace.

## Caratteristiche
- Esperienza formativa efficace e piacevole;
- L'aspetto formativo dei serious game è spesso determinato dall'uso del giocatore stesso;
- Simulazione virtuale: si sviluppano abilità e competenze da applicare nel mondo reale attraverso l'esercizio in un ambiente simulato (simulazione) e protetto;
- Diversamente dalla gamification, che contiene solo l'assegnazione di punti o il raggiungimento di livelli, il serious game è gioco a tutti gli effetti.[2]

## Storia

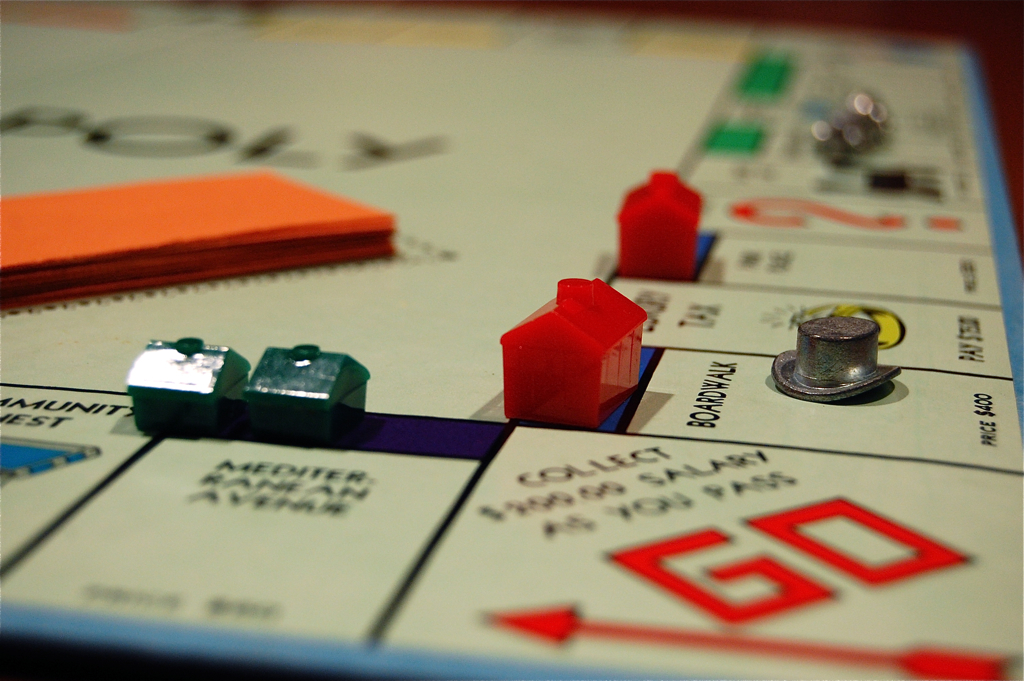
Monopoly Board Game

L'origine dei giochi a scopo formativo viene generalmente ricondotta alle simulazioni di guerra ("Kriegsspiel") dell'esercito prussiano degli inizi del XVIII secolo o ai giochi da tavola della prima metà del Novecento come Monopoly. In realtà vi sono esempi ancora più antichi: nel 799 Alcuino da York raccoglie giochi logico-matematici per la formazione degli studenti della Scuola Palatina, nel 1507 l’Università di Cracovia pubblica un gioco di carte didattico creato appositamente dal professor Thomas Munrer per insegnare filosofia e astronomia.
Le prime simulazioni militari condotte con l'uso di computer si registrano negli anni Cinquanta negli Stati Uniti nell'ambito della Johns Hopkins University.
Dagli anni Ottanta del Novecento, con l'inizio della diffusione di videogiochi su larga scala, i serious game videro una continua espansione nei più svariati ambiti, creando soprattutto nei paesi nordici un settore industriale in crescita e diventando anche oggetto di ricerca scientifica di varie discipline, dall'ingegneria alla psicologia.
Il termine serious game venne probabilmente usato la prima volta da Clark C. Abt, sviluppatore di giochi militari su computer, nel 1971. Nel suo libro Serious Games, il ricercatore statunitense fornisce anche una definizione dei giochi educativi, a prescindere dal supporto (digitale o real-world). Li descrive come giochi con un esplicito e ben strutturato scopo educativo, non pensati primariamente per il divertimento, senza però escluderlo.
Oggi con il termine Serious Game vengono descritti soprattutto videogiochi a scopo educativo come fa intendere la diffusa definizione di Sawyer: "any meaningful use of computerized game/game industry resources whose chief mission is not entertainment".
I primi anni 2000 hanno visto un'impennata di diversi tipi di giochi educativi, in particolare quelli progettati per i più giovani. Nel 1999, LeapFrog Enterprises ha introdotto il LeapPad, che combinava un libro interattivo con una cartuccia e permetteva ai bambini di giocare e interagire con un libro cartaceo. Basandosi sulla popolarità dei tradizionali sistemi di gioco portatili come il Game Boy di Nintendo, nel 2003 introdussero anche il loro sistema di gioco portatile chiamato Leapster. Questo sistema era basato su cartucce e giochi in stile arcade integrati con contenuti educativi.

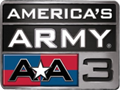
Logo del gioco "America's Army"

Altre direzioni per i serious game, come videogiochi, al di là dell'istruzione iniziarono a emergere nei primi anni 2000, con America's Army nel 2002 come primo esempio. Il gioco era uno sparatutto in prima persona sviluppato dall'esercito degli Stati Uniti come strumento di reclutamento e in seguito utilizzato come strumento di addestramento iniziale per le nuove reclute.
Entro il 2010, i serious game si sono evoluti per incorporare economie reali, come Second Life, in cui gli utenti possono creare attività reali che forniscono beni e servizi virtuali per i dollari Linden, che sono scambiabili con valuta statunitense.
Nel 2015, Project Discovery è stato lanciato come un serious game. Il progetto Discovery è stato utilizzato come un veicolo attraverso il quale genetisti e astronomi dell'Università di Ginevra potevano accedere agli sforzi di catalogazione del pubblico di gioco tramite un mini-gioco contenuto all'interno del gioco di ruolo online multiplayer di massa (MMORPG) di Eve Online. I giocatori che agiscono come scienziati cittadini classificano e valutano campioni genetici reali o dati astronomici. Questi dati sono stati poi utilizzati e archiviati dai ricercatori. Tutti i dati contrassegnati come atipici sono stati ulteriormente studiati dagli scienziati.

## Modalità d'apprendimento
Non esiste una teoria uniforme sulla pedagogia dei serious game, se in passato i giochi erano basati prevalentemente sulla psicologia comportamentale, come ad esempio nel gioco Math Blaster, oggi gli sviluppatori di videogiochi educativi attingono da vari modelli pedagogici.
Tre diversi studi condotti da J. R. Blunt nel 2009 riportarono come gli studenti che avevano appreso usando i serious game ottennero risultati migliori rispetto ai gruppi di controllo che avevano ricevuto un'istruzione classica. Anche Livingston et al. con i loro sette anni di ricerca e più di 150 studi condotti, sostenuti qualche anno dopo dalle ricerche di Chin et al., affermarono che i serious game rappresentano una buona metodologia per far apprendere contenuti empirici, soprattutto perché i giochi e le simulazioni vengono preferiti alle attività di classe, e di conseguenza una partecipazione più motivata e attenta porta a cambiamenti negli atteggiamenti più profondi.
I serious game quindi si basano sull' apprendimento esperienziale in cui le informazioni e le sensazioni rimangono fortemente impresse, poiché vissute i prima persona, favorendo così delle modifiche comportamentali attraverso il learning by doing (imparare facendo). Nel 2012 Connolly e la sua squadra condussero un grande studio per ricavare prove empiriche su come i serious game si rivelino adatti per una grande varietà di obbiettivi di apprendimento poiché il gioco simulato è legato ad una serie di impatti percettivi, cognitivi, comportamenti, affetti e motivazionali.
Interiorizzare qualcosa che si è fatto di persona, quindi attivamente, risulta molto più semplice rispetto all'apprendimento di contenuti veicolati durante lezioni frontali, nell'apprendimento cosiddetto passivo. Rendendo la simulazione molto vicina alla realtà si riduce la paura del nuovo aumentando la fiducia dell'utente a mettersi in gioco e si aumenta l'esperienza pratica. Rispetto alla lettura di testi infatti il gioco costringe il partecipante a concentrarsi sulle sfide, sui problemi e gli ostacoli che incontra, favorendo l'acquisizione e la conservazione di conoscenza.
Il giocatore di serious game ha il vantaggio di agire in un ambito protetto. L'aspetto ludico aiuta ad aumentare il coinvolgimento tra i partecipanti ed evita che questi si sentano giudicati permettendo così un’azione più spontanea. I serious game appaiono come metodi efficaci per l’apprendimento grazie alla possibilità di ripetizione dell'esercizio che permette al giocatore di padroneggiare completamente la dinamica esplorata, nonché di utilizzare lo strumento stesso e di confrontarsi poi con la situazione reale in modo più sereno e motivato.

## Uso di serious game
I serious game oggi trovano applicazione in numerosi contesti: nella formazione aziendale,  nelle campagne di educazione e di sensibilizzazione, nelle attività promozionali e campagne sociali (ambito civile); nelle simulazioni di situazioni di vendita faccia a faccia e telefonica, interazioni in occasione di colloqui o di riunioni (ambito commerciale); nell'addestramento del personale tecnico (operatori radar, personale di macchina a bordo delle navi, piloti di aerei ed elicotteri), nella simulazione di operazioni militari complesse (ambito militare).
Recentemente si è iniziato a proporre l'uso di serious game anche nell'ambito della formazione formale, ma per diventare uno strumento educativo praticabile devono fornire alcuni mezzi di verifica e di monitoraggio dei progressi e il contributo deve essere riconoscibile nel contesto educativo o formativo in cui si stanno applicando.